# Список корупціонерів та розпалювачів війни
Список корупціонерів та розпалювачів війни, також Список 6000 (рос. Список коррупционеров и разжигателей войны) — ініціатива Фонду боротьби з корупцією зі створення списку людей, дії яких зробили війну проти України можливою (колишній голова ФБК Леонід Волков нарікав на відсутність у російській мові еквівалента виразу «war enablers»). Фігуранти списку — корупціонери, силовики, організатори репресій, представники вищого та середнього чиновництва, пропагандисти, публічні прихильники війни тощо.
«Список 6000» був задуманий як орієнтир для західних політиків при розробці персональних санкцій. Критерії включення відповідають закритому переліку підстав, які влада Євросоюзу вважає достатньою для введення персональних санкцій. Під кожного фігуранта списку ФБК збирає пакет доказів провини. Мета списку корупціонерів і розпалювачів війни — домогтися санкцій не лише проти найближчого оточення Володимира Путіна, а й широкого списку бенефіціарів його режиму, підірвати їхню лояльність, поставивши під удар їхнє власне майбутнє. На січень 2024 року до списку включено понад 7 тисяч осіб.

## Історія
Список корупціонерів та розпалювачів війни (Список 6000) був опублікований 26 квітня 2022 року на міжнародному сайті Фонду боротьби з корупцією. Єдиний список бенефіціарів режиму Володимира Путіна та прихильників вторгнення в Україну було задумано як орієнтир для західних політиків при розробці санкцій. Мета проєкту — підірвати лояльність еліт, поставивши під удар їхній власний добробут і майбутнє.
У середині травня Леонід Волков зустрівся з головою європейської дипломатії Жозепом Боррелем і депутатом Європарламенту, колишнім прем'єр-міністром Бельгії Гі Верхофстадтом для обговорення втілення в життя запропонованих ФБК санкцій. Через кілька днів Європейський парламент більшістю голосів підтримав резолюцію, яка, серед іншого, рекомендувала Раді Європейського Союзу розширити персональні санкції Євросоюзу з урахуванням запропонованого ФБК списку. Європарламентарі також назвали необхідним поширити санкції на включені до списку колишніх європейських політиків, які займають високі посади в російських держкомпаніях (таких як Карін Кнайсль і Герхард Шредер) і чинних політиків, які продовжують отримувати російські гроші. Надалі, щоб прискорити обговорення санкцій, ФБК закликав прихильників звертатися безпосередньо до депутатів Європарламенту з відповідним питанням.
У другій половині травня представники ФБК також зустрілися з членами Конгресу США у Вашингтоні, щоб обговорити список та ідею широких санкцій як способу прискорити ерозію російської політичної системи, яка загалом укладалася в логіку американської санкційної політики та не вимагала фінансової підтримки. На початку червня 9 сенаторів від Республіканської та Демократичної партій звернулися до міністра фінансів Дженет Єллен із проханням запровадити санкції проти фігурантів списку розпалювачів війни, які ще не були включені до американських санкційних списків.
У січні 2023 року депутат Європарламенту та член наглядової ради ACF Гі Верхофстадт ініціював звернення, в якому закликав ЄС якнайшвидше ввести масові санкції за списком 6000. Його одразу ж підписали понад 110 депутатів.

### Список 200
Наприкінці серпня 2022 року на запит Міністерства закордонних справ Великобританії ФБК підготував скорочений список із 200 персоналій, яких фонд назвав «ключовими розпалювачами війни». До нього увійшли федеральні міністри, депутати Держдуми, силовики, пропагандисти та близькі до влади бізнесмени, які поки що уникли санкцій Великої Британії. ФБК окремо виділив шістьох фігурантів скороченого списку: це міністр фінансів і член Ради безпеки Антон Силуанов, помічник президента Володимир Мединський, голова Центробанку Ельвіра Набіулліна, бізнесмен Іскандер Махмудов та функціонери прокремлівських медіа Катерина Андреєва і Тіна Канделакі. Наступного дня після оприлюднення списку засновника ФБК Олексія Навального знову перевели до ШІЗО, що у ФБК вважали реакцією влади на їхню роботу.
У вересні Палата представників США ухвалила законопроєкт про санкції проти високопоставлених російських чиновників, бізнесменів та співробітників провладних ЗМІ. В основу списку санкцій ліг перелік 200 ключових розпалювачів війни з низкою змін, оскільки деякі його фігуранти вже знаходилися під санкціями США.

## Зміст
Волков пояснював, що позначення «корупціонерів і розпалювачів війни» служить еквівалентом англомовного war enablers тобто тих, хто зробив війну можливою — корупціонерів, організаторів репресій, пропагандистів, публічних прихильників війни та ін. бюрократія вважає за достатні для введення персональних санкцій. На кожного фігуранта списку зібрано досьє з обґрунтуванням його особистої відповідальності за війну, яка переросла у повномасштабне вторгнення Росії до України у 2022 році.
На середину лютого 2023 року до списку входили 6968 осіб, розподілених за категоріями та підкатегоріями:
- Організатори війни (члени Ради безпеки, військовослужбовці та посібники російської окупації)
- Пропагандисти (співробітники федеральних медіа, головні редактори та керівництво регіональних телеканалів, регіональна преса)
- Корупціонери (герої розслідувань, герої регіональних розслідувань, олігархи)
- Публічні прихильники Путіна (довірені особи президента під час виборів)
- Вищі федеральні чиновники (співробітники органів виконавчої влади та адміністрації президента)
- Депутати та сенатори (Державна дума, Рада Федерації)
- Глави регіонів (губернатори)
- Ключові регіональні чиновники (віцегубернатори, речники регіональних закзібрань)
- Державні банкіри (співробітники Центрального банку РФ, члени правління та керівники державних банків)
- Функціонери «Єдиної Росії» (керівники керівної партії у центрі та регіонах)
- Ключові силовики (МВС, ФСБ, Росгвардія, Слідчий комітет, прокуратура)
- Організатори політичних репресій (судді, прокурори, слідчі; організатори цензури в інтернеті)
- Організатори фальсифікацій на виборах (керівники ЦВК та місцевих виборчкомів)
- Продажні лідери громадської думки (зірки та блогери, публічні прихильники Путіна)
- Розпалювачі війни (діячі освіти, діячі культури, вчені, спортсмени, ідеологи війни)
- Керівники держкомпаній (керівники та їх заступники, члени правлінь та рад директорів)

Список неодноразово розширювався, чим пояснюється кількість фігурантів, що значно перевищує 6000. Так з липня 2022 року список поповнився главами технологічних компаній, які допомагали вибудовувати цензуру та стеження в рунеті; суддями Конституційного суду (які своїми рішеннями демонтували систему стримувань та противаг у країні), Верховного суду та Мосміськсуду (які безпосередньо реалізовували політичні репресії); духовними лідерами, які підтримали війну проти України; керівниками угруповань російських військ; головами та співробітниками окупаційних адміністрацій; розробниками системи розпізнавання осіб, яку російська влада використовує для переслідування опозиції; корупціонерами-героями розслідувань The Insider, «Проєкту» та «Важливих історій»; підприємцями, які стали бенефіціарами режиму Володимира Путіна.
У жовтні до списку були включені люди, причетні до організації - і ймовірної фальсифікації — електронного голосування в Москві на думських виборах 2021. Крім чиновників, до списку розпалювачів війни було включено ентузіаста і прихильника електронного голосування, колишнього головного редактора «Ехо Москви» Олексія Венедиктова, який регулярно заперечував можливість фальсифікації його результатів.
Леонід Волков зазначав, що людина може бути виключена зі списку у разі діяльного, пропорційного його причетності, каяття.

## Реакція
Публікація списків викликала дискусії в російськомовному інтернет-середовищі та невдоволення персоналій, що потрапили в нього, таких як Ілля Ремесло, Ксенія Собчак, Олег Кашин. Включення останнього до списку ФБК обґрунтували його публікаціями на підтримку війни та окупації України (наприклад, колонки в Republic у 2014 році), але це переконало не всіх. Так, на захист Кашина виступив головний редактор Republic Дмитро Колезєв. Крім того, ряд коментаторів вказав на неточності в деяких записах, що у ФБК визнали прикрими помилками під час роботи над настільки об'ємним документом.
Волков зазначав, що після публікації близько 50 фігурантів списку зв'язалися із ФБК, намагаючись довести свою непричетність. Серед них Артем Кухаренко та Олександр Кабаков, засновники компанії NtechLab, розробника системи розпізнавання осіб, яку російська влада використовує для переслідування опозиції. Як випливало із заяв глави ФБК, вони передали фонду докладну інформацію про систему та людей, які забезпечують її роботу. Після цього до списку «корупціонерів і розпалювачів війни» було включено ряд чиновників уряду Москви, керівник департаменту Московського метрополітену, голови компаній, які забезпечують роботу системи спостереження, а також Євген та Наталія Касперські (ключові особи «Лабораторії Касперського» та InfoWatch). За підсумками співпраці та після публікації антивоєнних заяв у соцмережах Кухаренко та Кабакова ФБК викреслив їх зі списку.
Це рішення стало предметом широкого обговорення і піддалося критиці: отримані ФБК дані визнали незрівнянними з внеском Кухаренка та Кабакова у побудову поліційної держави, а каяття у непублічних акаунтах — недостатнім. ФБК визнав, що відступив від власних критеріїв і повернув Кухаренка та Кабакова до списку 6000.
Леонід Волков написав до Єврокомісії листа з проханням зняти санкції з деяких бізнесменів, зокрема з Михайла Фрідмана та Петра Авена. Однак вони були також включені до списку 6000, отже у своєму листі Леонід Волков фактично спростовує рішення ФБК. Пізніше, визнавши лист «великою політичною помилкою», оскільки підписав його від імені організації, не повідомивши колег. «У мене було відчуття, що ситуація на той момент склалася критична і що можна, створивши прецедент, запустити ланцюгову реакцію публічного засудження війни та розколу у російських елітах. Я помилився». У тому ж зверненні Волков заявив, що «бере паузу» у своїй громадській роботі — і як голова ФБК.

## Списки
- Top 200 Bribetakers and Warmongers (PDF). The Anti-Corruption Foundation. (грудень 2022)
- Contributors to the War (основной список) (PDF). The Anti-Corruption Foundation. (грудень 2022)